# 中川敏
中川 敏（なかがわ びん、1933年 - ）は、日本の英文学者、詩人、翻訳家。
中央大学名誉教授。
『新日本文学』に参加。1970年代から中央大学勤務、2003年まで教授。
アイリス・マードックなどを訳した。

## 著書
- 『時代の瓦礫 詩集』（知加書房） 2002
- 『山河ひとり 詩集』（土曜美術社出版販売） 2004

## 翻訳
- 『イタリアの女』（I・マードック、冬樹社） 1966
- 『トルストイかドストエフスキーか』（ジョージ・スタイナー、白水社） 1968 新版2000
- 『親父を殴り殺せ』（ジョン・ウェイン、晶文社） 1969
- 『ブルーノの夢』（マードック、筑摩書房） 1970
- 『原始主義』（マイケル・ベル、研究社出版、文学批評ゼミナール） 1973
- 『往復書簡集』（ヘンリー・ミラー / ロレンス・ダレル、田崎研三共訳、筑摩書房） 1973
- 『九つの物語』（サリンジャー、集英社、世界文学全集45） 1973、集英社文庫 1977、改版2007
- 『クリスマス・キャロル』（ディケンズ、集英社、世界文学全集15） 1975、集英社文庫 1991
- 『大いなる奥地』（ローザ、筑摩書房、筑摩世界文学大系83） 1976
- 『魔に憑かれて』（マードック、集英社） 1979
- 『不思議な余所者』（マーク・トウェイン、集英社、世界文学全集54） 1980
- 『リピ・リップマンの話』（ダン・ジェイコブソン、集英社、集英社ギャラリー世界の文学5） 1990